# Serra de Montemuro
A Serra de Montemuro é a oitava maior elevação de Portugal Continental, com 1382 metros de altitude. Situa-se nos concelhos de Arouca (distrito de Aveiro), Cinfães, Resende e Castro Daire e Lamego (distrito de Viseu) e entre as regiões do Douro Litoral e da Beira Alta.
A altitude média é de 838 metros. Está compreendida entre o rio Douro, a Norte e o rio Paiva, a sul. O ponto mais alto da serra é denominado por Talegre ou Talefe, a 1.381 metros de altitude. Toda a serra tem bastante relevo e é íngreme praticamente de todos os lados. A serra é povoada até cerca dos 1.100 metros de altitude, as aldeias encontram-se espalhadas por toda a serra, mas quase sempre perto de cursos de água, como o rio Bestança que a divide na direcção Sul-Norte.

## Fauna e flora
A Serra de Montemuro, faz parte da 1ª fase da lista nacional de sítios da rede natura 2000. Está classificada como BIÓTOPO CORINE, com designação de Serra do Montemuro/Bigorne. Na descrição que o Instituto da Conservação da Natureza e da Biodiversidade (ICNB) faz, destaca-se a grande biodiversidade, resultado do bom estado de conservação dos vários tipos de habitat que aí se encontram representados – alguns deles de considerável valor conservacionista, como as turfeiras activas (habitat prioritário-) e mais concretamente a vasta comunidade de vertebrados, da qual fazem parte inúmeras espécies com estatuto de ameaça, como, por exemplo, o lobo (Canis lupus). De acordo com Censo Nacional de Lobo 2002-2003, a Serra de Montemuro é um dos últimos refúgios desta espécie a sul do Douro. A escassez de presas naturais e domésticas, assim como a pressão exercida pela construção de Parques Eólicos (abertura de acessos e aumento a perturbação humana), constituem os principais factores de ameaça. Existem praticamente em toda a serra, diversas espécies de aves, como por exemplo: as perdizes (Alectoris rufa), galinholas (Scolopax rusticola), águia de asa redonda (Buteo buteo), pombo-trocaz (Columba palumbus), melro preto (Turdus merula), mocho-de-orelhas (Otus scops), tentilhão comum (Fringilla coelebs), estorninho preto (Sturnus unicolor), rouxinol comum (Luscinia megarhynchos), mas para além destas aves existem muitas outras, mas estas são as que mais se vêm, e são as mais comuns na serra. Em toda a serra são comuns mamíferos, como os musaranhos (Crocidura sp.), a toupeira (Talpa occidentalis), o coelho-europeu (Oryctolagus cuniculus), a fuinha (Martes foina), a lebre (Lepus granatensis) e a raposa (Vulpes vulpes), javali (Sus scrofa), doninha (Mustela nivalis), texugo (Meles meles). Ao javali, são organizadas caçadas, mas pelo que consta são ilegais. Na serra existe também a ameaçada víbora cornuda (Vipera latastei), que é umas das duas únicas cobras venenosas perigosas que ocorrem em Portugal (a outra é a víbora-de-seoane). O seu veneno pode ser fatal em crianças, idosos ou pessoas debilitadas. Num adulto saudável a mordedura é muito dolorosa, mas em geral não é fatal. Ainda existem os caçadores de víboras, que ilegalamente capturam espécimes dos quais aproveitam apenas a cabeça. Esta situação tem contribuído para piorar a sua situação no nosso país (actualmente é uma espécie com estatuto de ameaça vulnerável).
A flora de toda a Serra de Montemuro é bastante rica. Nas encostas da serra, mas praticamente no fundo da serra predominam as plantações de pinheiro (Pinus pinaster), acompanhado do carvalho-roble ou carvalho-alvarinho (Quercus robur) e o castanheiro (Castanea sativa), sen do que este último nunca aparece acima dos 1.000 metros. Nas margens dos ribeiros predominam o amieiro (Alnus glutinosa), o salgueiro (Salix spp.), a borrazeira branca (Salix salvofolia), a borrazeira preta (salix atrocinerea) e o freixo (Fraxinus angustifolia). Na “Crista da Serra”, acima dos 1000 metros, encontra-se uma vegetação arbustiva, onde predominam o tojo (Ulex spp) e as urzes, como a urze vermelha (Erica australis), a urze branca (Erica arborea), a queiró (Erica umbellata), sargaço branco (Cistus psilosepalus), a giesta branca ou giestas das serras (Cytisus multiflorus), e os fetos (Asplenium spp.). A carqueja (Pterospartum tridentatum), encontra-se por toda a serra, mas é mais frequente no lado Sul onde chega a ocupar grandes espaços. Existe uma espécie pouco vulgar nesta região, que é o piorno bravo (Echinospartum lusitanicum), é uma espécie vulnerável, encontra-se a 1317 metros de altitude, na parte sul da Serra, e encontra-se ainda a 1370 metros. Esta espécie floresce no início do mês de Junho. As espécies arbóreas variam consoante a formação geológica, como por exemplo, o azevinho (Ilex aquifolium), que é uma espécie rara e protegida, o amieiro e o salgueiro.
Os principais factores de ameaças para a fauna e para a flora são:
- O fogo constitui um dos factores de degradação das zonas florestais causando danos graves na vegetação.
- As queimadas, utilizadas de forma sistemática e incorreta, levam também à destruição do coberto vegetal espontâneo, favorecendo a erosão e o desaparecimento de biótopos característicos.
- A colheita de espécies botânicas por colecionadores (as mais raras) e por laboratórios (as de carácter medicinal).
- O sobrepastoreio, praticado pelo gado caprino, compromete a regeneração de algumas espécies de vegetação autóctone.
- A caça furtiva exerce-se por meios ilegais, sendo eliminadas espécies cinegéticas e não cinegéticas.
- A utilização de áreas protegidas para percursos todo-o-terreno, danifica o coberto vegetal. • A ausência de fiscalização permite o uso de técnicas e meios ilegais de pesca, capturando indivíduos de tamanho inferior à medida legal.
- A instalação de parques energia eólica e a falta de aplicação das medidas de minimização e compensação que os promotores ficaram obrigados a aplicar no âmbito do Estudo de Impacto Ambiental.

## Rios
Na Serra de Montemuro nascem os rios:
- Rio Balsemão
- Rio Cabrum
- Rio Bestança
- Ribeiro de Corvo
- Ribeira de sampaio
- Ribeira de S.Martinho